# Spelaeoecia saturno
Spelaeoecia saturno is een mosselkreeftjessoort uit de familie van de Deeveyidae. De wetenschappelijke naam van de soort is voor het eerst geldig gepubliceerd in 2002 door Kornicker & Yager.